# Kahitna
Kahitna – indonezyjski zespół muzyczny z Bandungu. Został założony w 1986 roku.
W swojej twórczości łączą elementy różnych stylów muzycznych takich jak jazz, pop, fusion, muzyka latynoska.
W skład zespołu wchodzą: Hedi Yunus – wokal, Carlo Saba – wokal, Mario Ginanjar – wokal, Yovie Widianto – fortepian, Dody Is – bas, Harry Suhardirman – perkusja, Budiana – perkusja, Andrie Bayuadjie – gitara, Bambang Purwono – klawisze. Dawniej z zespołem związany był także wokalista Ronny Waluya.
W 1994 r. wydali swój debiutancki album pt. Cerita Cinta.

## Dyskografia
Źródło:
Albumy studyjne
- 1994: Cerita Cinta
- 1996: Cantik
- 1998: Sampai Nanti
- 2000: Permaisuriku
- 2003: Cinta Sudah Lewat
- 2006: Soulmate
- 2010: Lebih Dari Sekedar Cantik
- 2016: Rahasia Cinta